# Hans Huggler-Wyss

Hans Huggler-Wyss in seiner Werkstatt in Brienz

Hans Huggler-Wyss  (* 20. April 1877 in Brienz; † 1. Dezember 1947 in Interlaken) war ein Schweizer Holzbildhauer und Begründer der Huggler Holzbildhauerei AG. Er entwickelte die typischen Brienzer Figuren, die die Brienzer Holzbildhauerei prägen.

## Leben

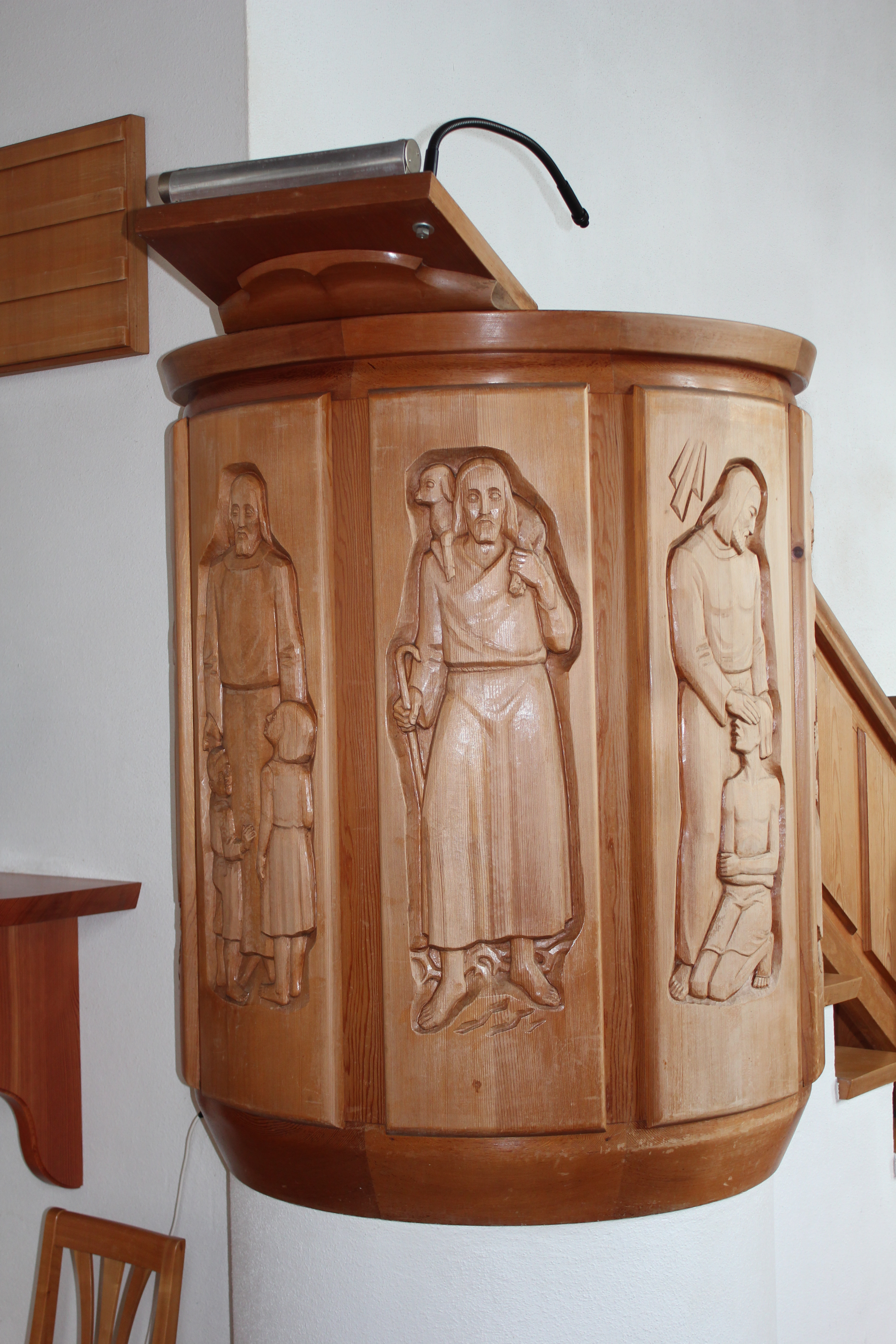
Kanzel der reformierten Kirche Brienz von Hans Huggler-Wyss

Hans Huggler-Wyss war der zweite Sohn von Johann Huggler (1834–1912). Er hatte drei Brüder, die ebenfalls als Holzbildhauer (lokal: Schnitzler) tätig waren: Peter Huggler (1861–1943), Viktor Huggler (1879–1916) und Albert Huggler (1864–1938). Verheiratet war er mit Martha Wyss von Brienz, mit der er drei Kinder hatte.

## Werdegang

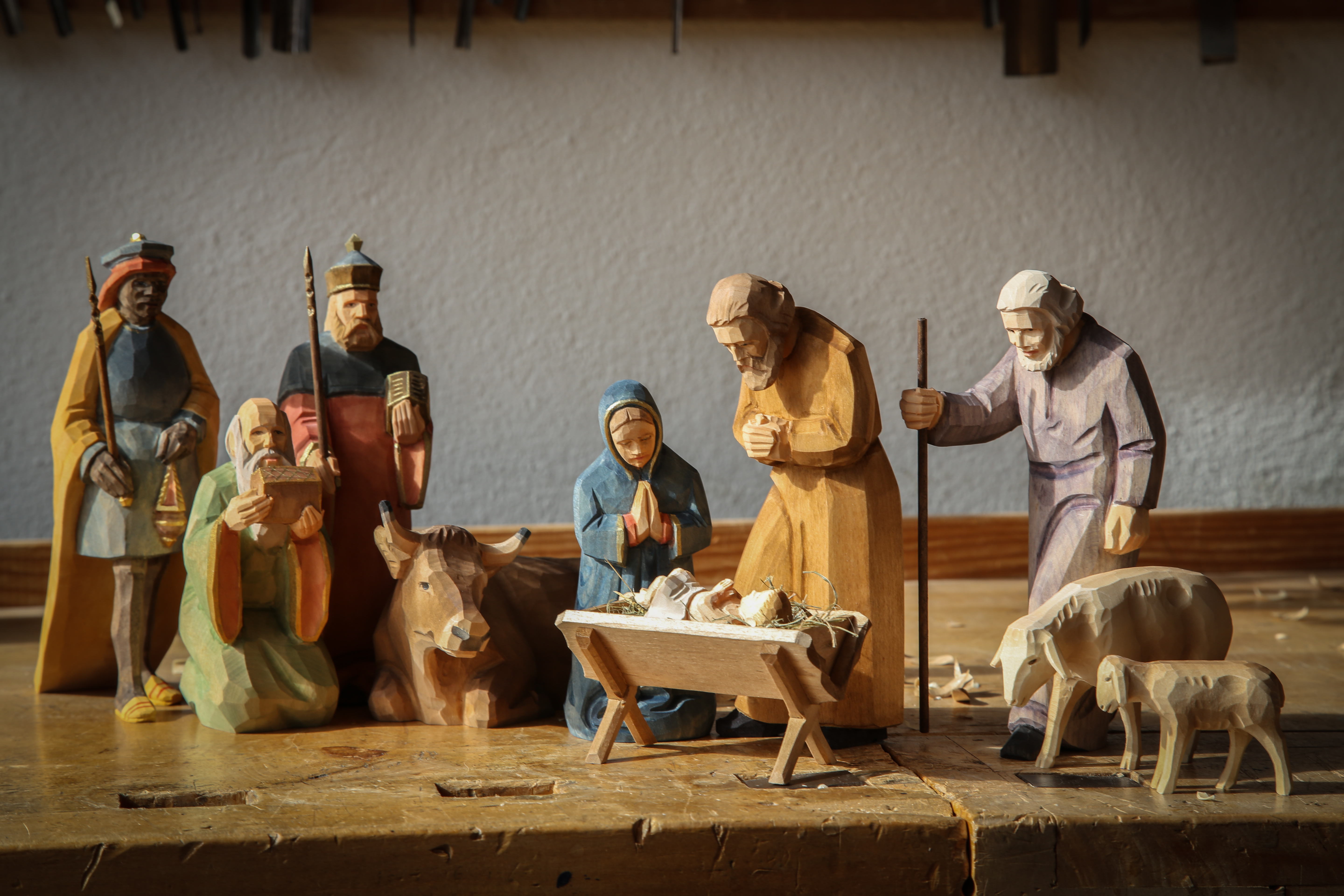
Krippe Christnacht von Hans Huggler-Wyss

Hans Huggler wuchs in Brienz auf. Er besuchte die Kunstgewerbeschule München und sammelte in Österreich, Italien und Deutschland Erfahrungen. Nach seiner Rückkehr nach Brienz machte er sich 1900 selbständig und gründete das Unternehmen «Hans Huggler-Wyss Holzbildhauerei AG», heute «Huggler Holzbildhauerei AG». Sie ist heute die letzte grosse Holzbildhauerei der Schweiz. Von 1903 bis 1914 war Huggler als Lehrer in der Schule für Holzbildhauerei tätig. Er war Mitbegründer der Schweizer Heimatwerke.

## Werk
Hans Huggler-Wyss und sein Bruder Albert galten als die besten «Figuristen» ihrer Zeit. Sie entwickelten den noch heute praktizierten Flachschnitt weiter. Huggler wollte nicht nur Einzelkünstler sein, sondern dem Schnitzergewerbe, mit dem er sich in tief verbunden fühlte, neue Wege in die Gestaltung der holzgeschnitzten Figuren weisen. Er führte die Holzbildhauerei weg von den extrem detaillierten Figuren, welche nicht immer anatomisch korrekt waren, hin zu anatomisch korrekten, schön proportionierten im Flachschnitt produzierten Figuren. Diese leicht verständlichen und sehr naturalistischen Figuren waren sehr gefragt und werden noch bis heute im gleichen Stil von Hand geschnitzt.
Hans Huggler-Wyss stellte selbst nicht sehr viele Kunstwerke her, prägte jedoch die Brienzer Holzbildhauerei wesentlich mit. Zu seinen Werken zählen Büsten, die sogenannten «Huggler-Figuren» und die Krippe «Christnacht», eine Schweizer Weihnachtskrippe mit 14 cm grossen Figuren.